# 熊沢義宣
熊澤 義宣（くまざわ よしのぶ、1929年 - 2002年）は、日本の神学者。東京神学大学名誉教授。

## 略歴
ニューヨーク生まれ。小中学校時代を中国で過ごした帰国子女。1958年東京神学大学大学院博士課程満期退学、ハイデルベルク大学に留学し、1962年神学博士。東京神学大学助教授、1970年教授、学長を務め、1997年定年退職、名誉教授。1998年聖学院大学教授。日本基督教団井草教会、伊勢原教会、千歳船橋教会牧師。

## 著書
- 『ブルトマン』 （日本基督教団出版部、人と思想シリーズ） 1962
- 『現代キリスト教講話』 （新教出版社、新教新書） 1964
- 『明日の神学と教会』（日本基督教団出版局、神学双書） 1974
- 『信仰の読書』（日本基督教団出版局、教会生活の手引き10） 1979.10
- 『キリスト教死生学論集』（教文館） 2005.7
- 『教会暦説教』（教文館） 2005.8
- 『マタイによる福音書講解説教』1 - 2（教文館） 2006

### 共編
- 『総説現代神学』（野呂芳男、日本基督教団出版局） 1995.9

## 翻訳
- 『永遠 キリスト教的希望の研究』（エミール・ブルンナー、大木英夫共訳、新教出版社） 1957
- 『聖書の手引き』（ジョージァ・ハークネス、新教出版社） 1957
- 『信仰・希望・愛』（エミール・ブルンナー、新教出版社） 1957
- 『序文ばかり』（白水社、キルケゴール著作集10） 1964
- 『神の国とキリスト教 シュトラースブルク説教選』（白水社、シュヴァイツァー著作集20） 1972
- 『キリスト教と文明 / 近代の宿命と希望』（ブルンナー / ゴーガルテン、雨貝行麿共訳、白水社、現代キリスト教思想叢書10） 1975
- 『人間とは何か - 神学の光で見た現代の人間学』（パンネンベルク、近藤勝彦共訳、白水社、現代キリスト教思想叢書14） 1975
- 『結婚学入門』（ヨルダン社、ボヴェー著作集6） 1976
- 『教義学 1』（芳賀力共訳、教文館、ブルンナー著作集2） 1997.5
- 『現代キリスト教神学思想事典』（アリスター・E・マクグラス編、高柳俊一日本語版共監修、新教出版社） 2001.4